# Comoda

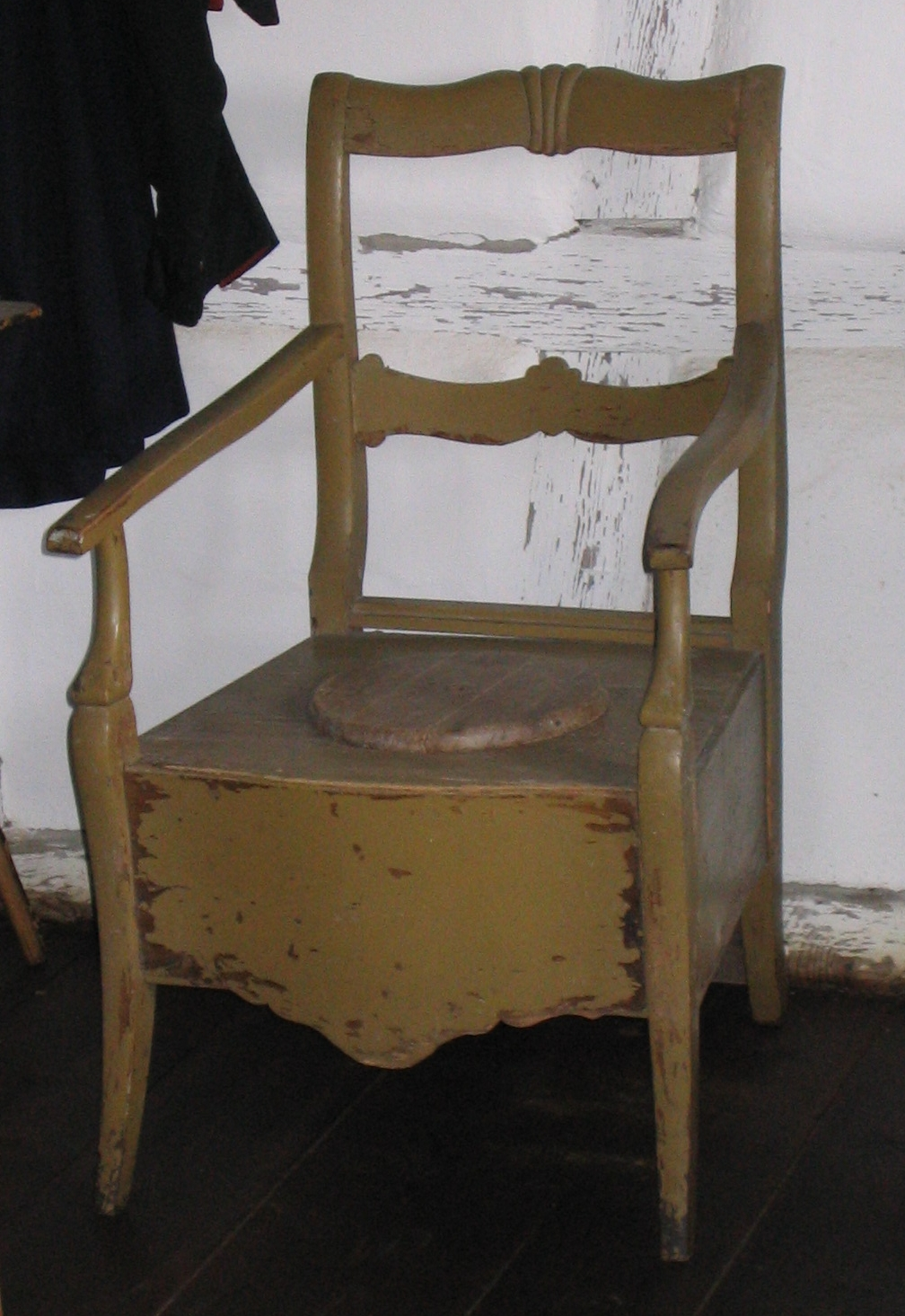
Una comoda a sedia

Una comoda (più propriamente sedia comoda, o anche seggetta) è una toilette trasportabile in forma di sedia o di scatola con un'apertura nella parte superiore. La struttura esterna poteva essere di vario genere, mentre quella interna era solitamente in ceramica; essa era normalmente chiusa da un coperchio. Esemplari del genere si trovano nella storia dell'uomo già nel medioevo e sono rimasti in uso alternativamente ai vasi da notte sino all'invenzione dei moderni water. L'oggetto permane in uso a livello sanitario nella cura di quelle persone (in particolare anziani) che hanno difficoltà motorie. La comoda non è collegata al sistema fognario e non ha scarico. Il contenuto del dispositivo sanitario deve essere smaltito manualmente.

## Storia

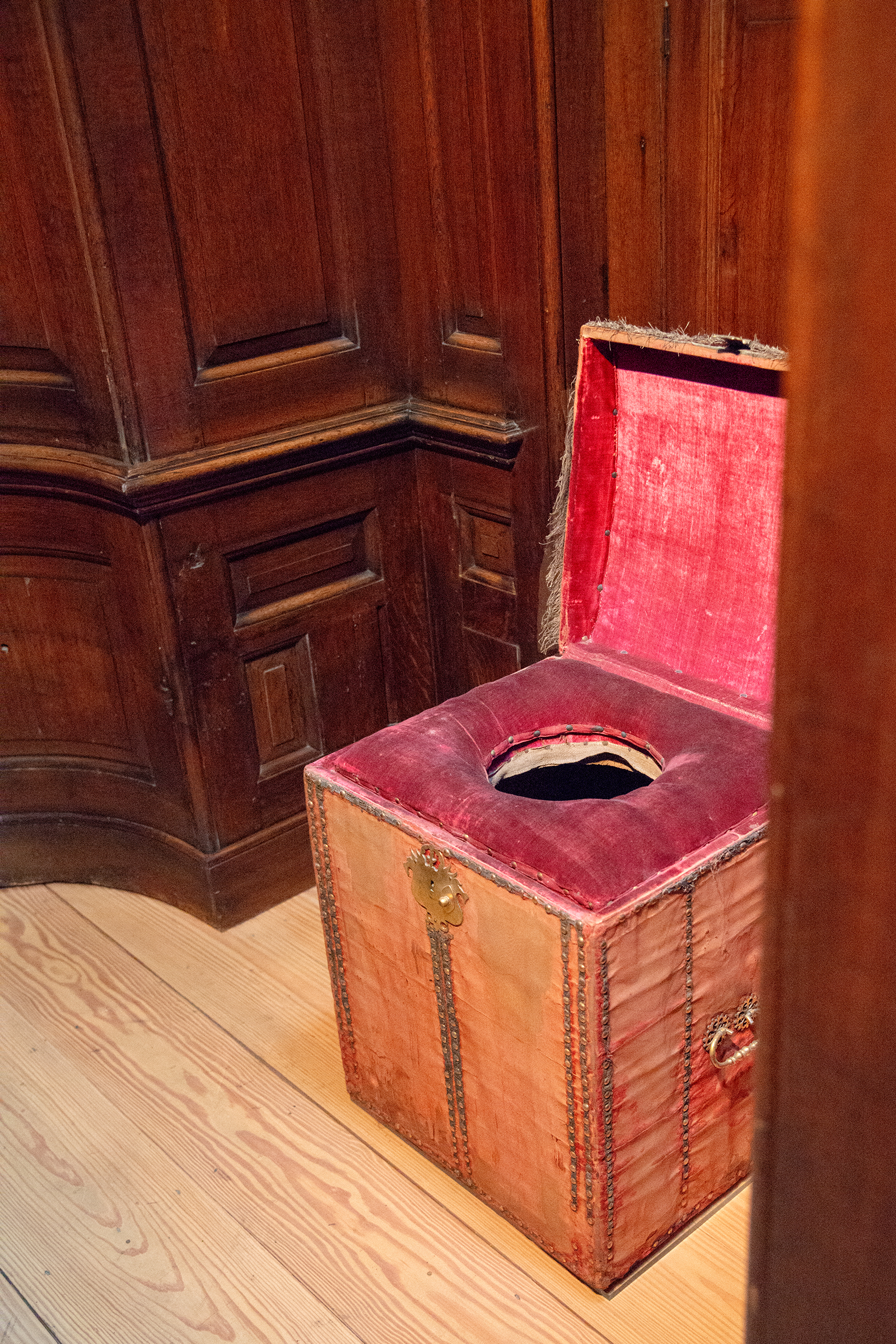
Una comoda a baule della metà del XVII secolo conservata al Palazzo di Hampton Court, Inghilterra

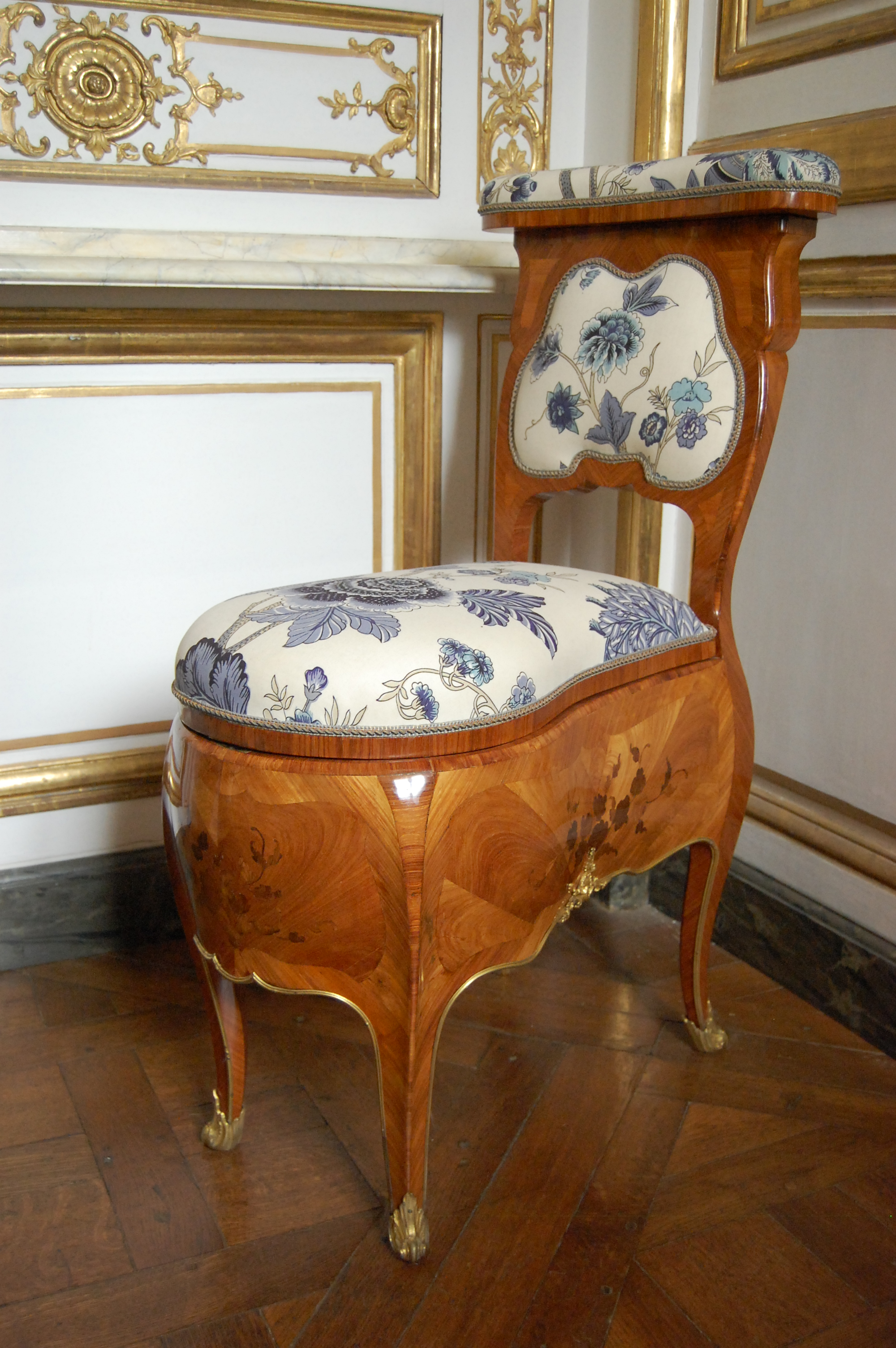
Il bidet della marchesa di Pompadour nel Cabinet des Dépêches della Reggia di Versailles.

Il nome utilizzato nella lingua italiana per indicare questa particolare tipologia di toilette è derivato dal fatto che esso, a differenza dei primitivi generi di latrine presenti nell'antica Roma ed ancor più rispetto ai vasini da notte, risultava essere maggiormente comoda nella seduta, perché spesso risultava imbottita ed aveva la forma di una vera e propria sedia, talvolta con tanto di braccioli, schienale e poggiatesta. Una volta espletate le funzioni all'interno di questi sedili, l'utente o chi per esso poteva rimuovere i prodotti attraverso uno sportello apribile sul retro che consentiva di togliere la parte in ceramica (solitamente in forma di pitale), il suo svuotamento altrove e la pulizia dello stesso. La nascita di questo oggetto, ad ogni modo, viene fatta da alcuni risalire ad un utilizzo pratico che se ne faceva nei primi esemplari che erano destinati, pare, per aiutare le donne nel parto, facilitando l'eliminazione della placenta per effetto della gravità.
La comoda intesa come oggetto d'arredamento iniziò comunque a diffondersi a partire dall'epoca moderna. Esse trovarono ampio spazio anche alla reggia di Versailles dove divennero oggetti particolarmente popolari e, nelle parole dello storico francese Hans Peter Duerr, addirittura un segno di potere: "[la comoda] era, infatti, una forma moderna di affermazione del potere, intesa a mostrare all'ospite che visitava un appartamento la poca cura che si aveva della sua presenza" oltre alla possibilità economica del disporre degli ultimi ritrovati della tecnologia anche nel campo della pulizia personale. Il duca di Saint-Simon nelle sue note sul Journal du marquis de Dangeau, così citava una comoda in relazione al duca Luigi Giuseppe di Borbone-Vendôme, descritto come uomo ripugnante nei modi e nei costumi, ma che seppe fare dei suoi difetti un segno di distinzione:
Esemplari d'epoca, autentici lavori di ebanisteria, sono conservati ancora oggi alla reggia di Versailles ed al castello di Vaux-le-Vicomte. Nel Cabinet des Dépêches di Versailles è ancora oggi conservato l'esemplare utilizzato dalla marchesa di Pompadour, amante di Luigi XV di Francia, che aveva la particolarità di essere a sportello apribile e che poteva fungere anche da bidet; una volta chiuso aveva la forma di un divanetto monoposto imbottito.

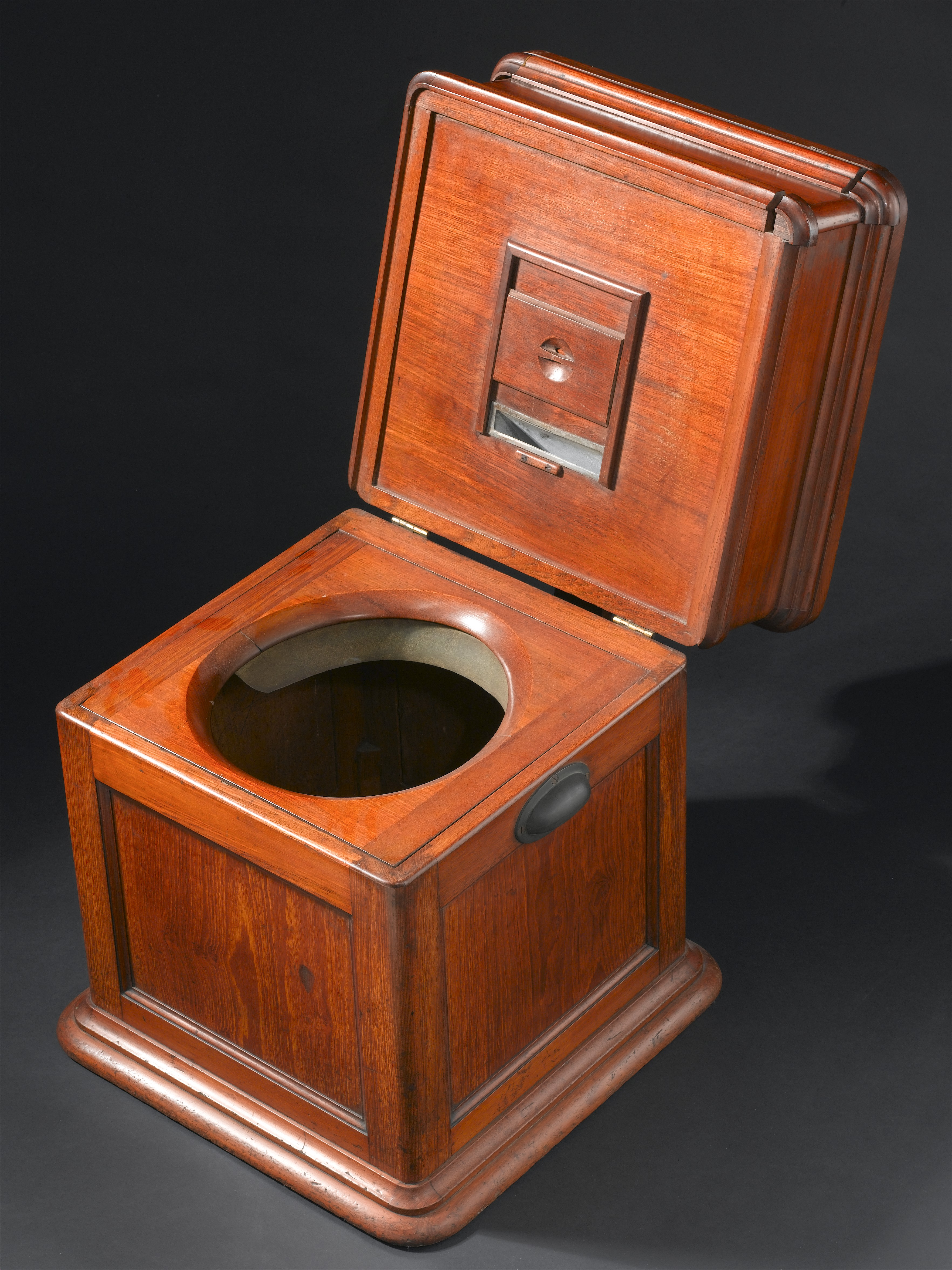
Una comoda del XIX secolo

L'ebanista inglese Thomas Sheraton, nel suo Cabinet Dictionary (Londra, 1803) disse che essa era "realizzata in modo da avere l'aspetto di una piccola sedia con gambe" che quando veniva utilizzata per sedersi era chiusa nella parte superiore da un coperchio (da cui il nome francese di chaise percée, letteralmente "sedia bucata"). Il termine italiano sembrerebbe poi avere dei collegamenti con la parola francese commode, utilizzata sia per indicare il moderno comò sia per indicare dei mobili molto simili e talvolta altrettanto riccamente decorati o intarsiati, all'interno dei quali si trovava per l'appunto l'orinatoio. Queste particolarità la rendevano anche un oggetto di arredamento oltre che di necessità ed essa non necessitava come oggi di un luogo apposito ove collocarla (il bagno appunto), ma poteva essere tenuta all'interno della camera da letto dell'utente che poteva quindi farne uso quando riteneva opportuno; quando era chiusa si presentava come un naturale complemento d'arredo. A differenza infatti dall'epoca medievale dove l'atto della defecazione era riservato ad un ambiente apposito, lontano da occhi indiscreti, quasi negativo per la realtà dell'uomo, nell'epoca contemporanea esso divenne un atto sempre più naturale e proprio dell'uomo, così da continuare ad essere svolto in privato ma solo per questioni di decenza verso gli altri; la presenza di un oggetto per tale scopo, ad ogni modo, non era più d'imbarazzo ma rappresentava la normalità.
A partire dal XVII secolo vennero prodotte anche una tipologia di comode da viaggio, contraddistinte da un design essenziale più a forma di scatola con manici laterali che ne consentivano un più agevole spostamento.

## Uso attuale

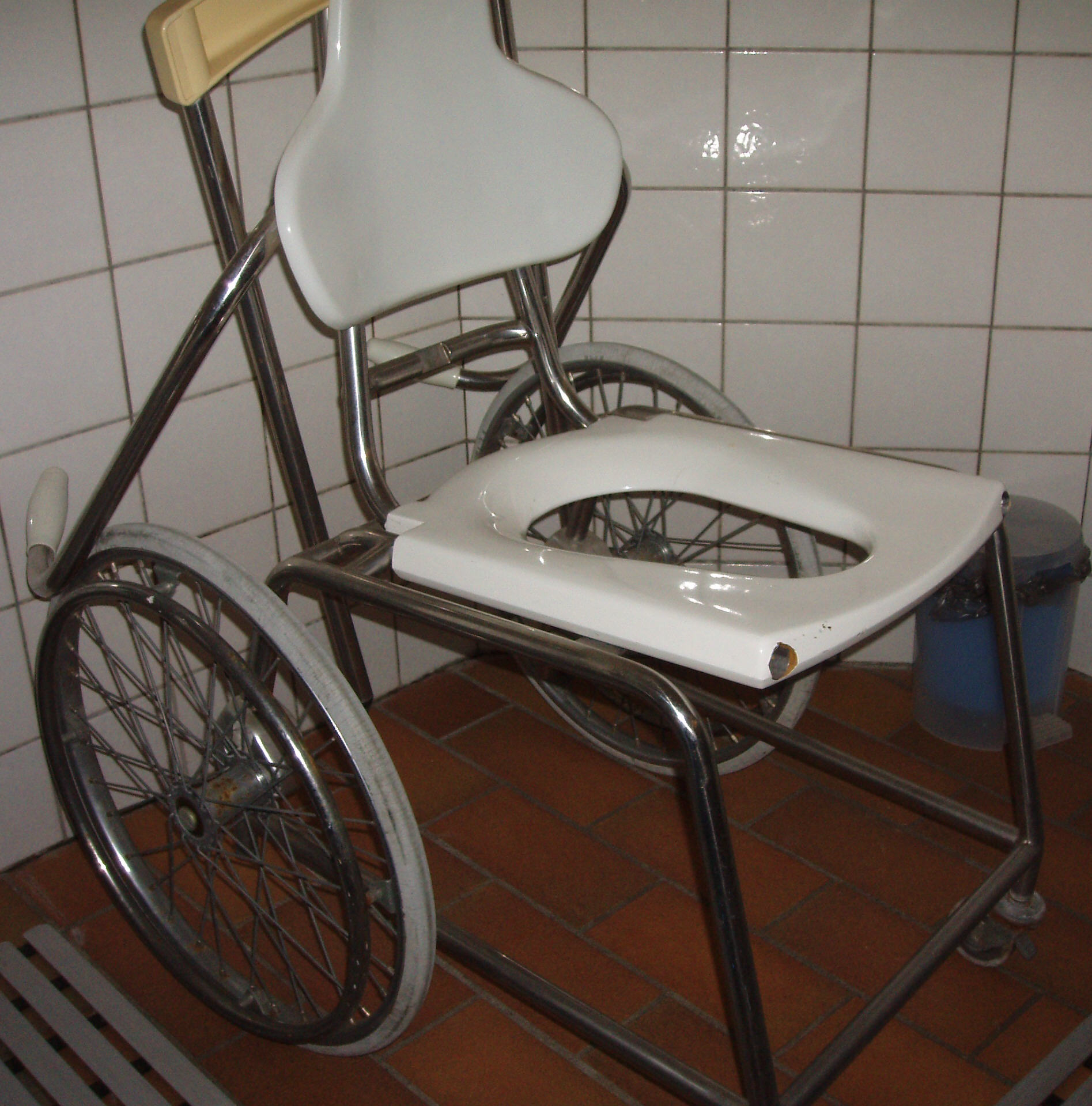
Una moderna comoda su ruote

Oggigiorno, le comode sono ampiamente utilizzate in prevalenza nel settore della cura degli anziani e dei disabili. Le persone con difficoltà motorie le utilizzano particolarmente. Le comode sono riconosciute dalle assicurazioni sanitarie come veri e propri ausili medici. Ci sono anche sedie a rotelle con comoda incorporata e che quindi sono utilizzate anche per spostare la persona che necessita di cure. Tali modelli sono oggi realizzati con materiali impermeabili e facilmente lavabili.

## Nella cultura popolare

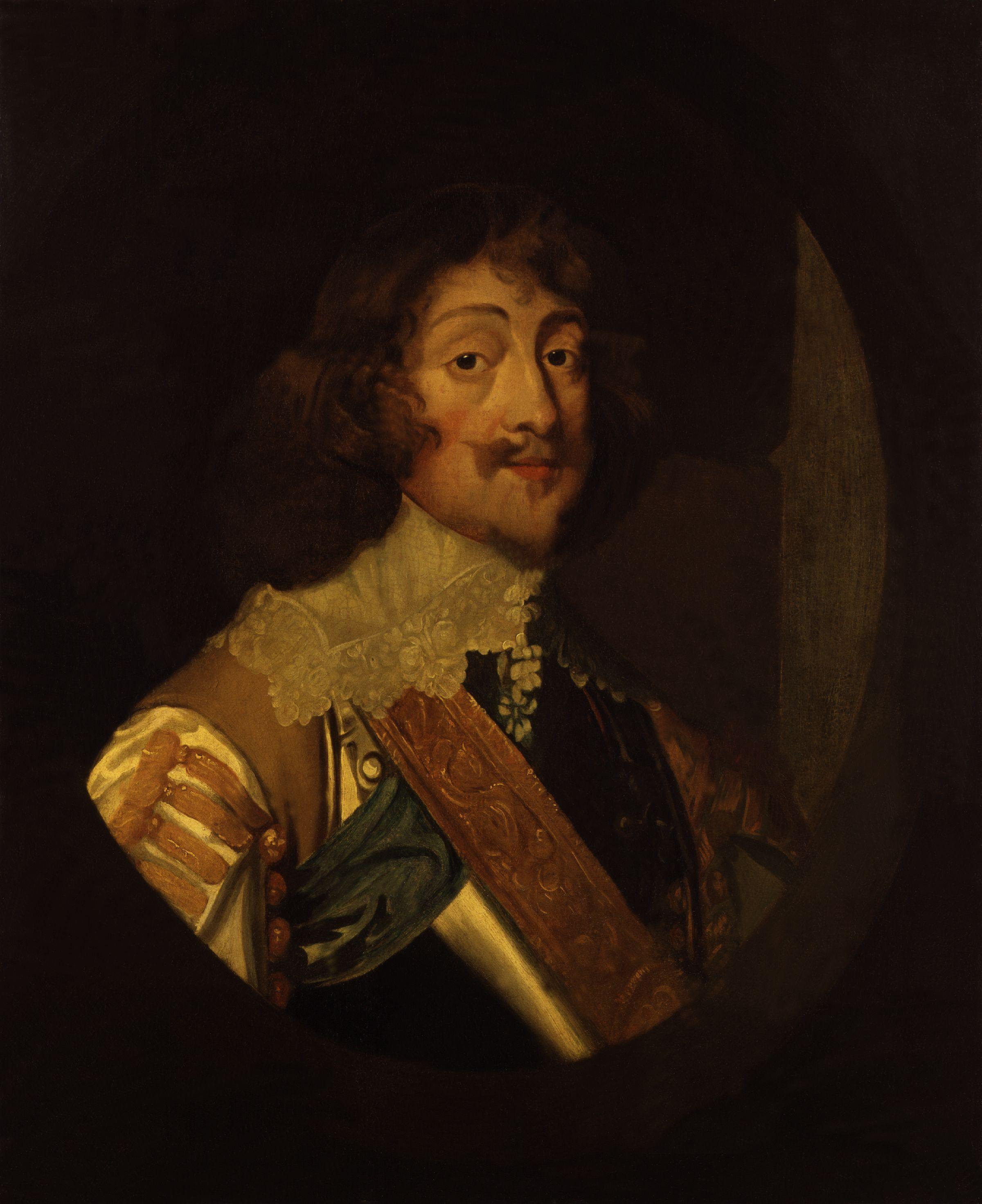
Ritratto di Henry Rich, I conte di Holland che fu Groom of the Stool di re Carlo I d'Inghilterra dal 1626 al 1643

Nella corte inglese esisteva l'ufficio del Groom of the Stool, un cortigiano d'alto rango che aveva il compito di occuparsi della cura e della pulizia della comoda personale del re d'Inghilterra; tale incarico che venne giudicato obsoleto ed abolito solo nel 1901.
Un ruolo analogo esisteva anche alla corte di Luigi XIV di Francia. L'uso della comoda e di un suo momento cerimoniale nella giornata del Re Sole è documentato ad esempio nel film Vatel del regista francese Roland Joffé, girato nel 2000.